# Milvio Capovani
Milvio Capovani (Querceta, 23 maggio 1935 – 10 maggio 2006) è stato un matematico, informatico e ingegnere italiano, docente di matematica numerica presso l'Università di Pisa.

## Biografia
Laureato in ingegneria, fu tra i fondatori del corso di laurea in Scienze dell'Informazione presso l'Università di Pisa nel 1969, dove insegnava calcolo numerico, nonché dell'Istituto di Matematica Computazionale del CNR nel 1993.
Il suo campo di ricerca fu soprattutto quello della matematica computazionale, a cui ha dato importanti contributi, con la pubblicazione anche di importanti monografie e, soprattutto, attraverso la creazione di una scuola pisana di ricercatori.
Fu tra gli autori, nel 1979, del primo algoritmo approssimato per la moltiplicazione di matrici asintoticamente più veloce dell'algoritmo di Strassen.
Morì nel 2006 per i postumi di un incidente stradale in cui era rimasto coinvolto nel novembre del 2004.
Il 21 aprile 2023 la figlia psichiatra Barbara Capovani è stata aggredita da un ex suo paziente ed è morta pochi giorni dopo per le gravi lesioni riportate. La dottoressa lavorava presso la ASL dell'Ospedale pisano di Santa Chiara.

## Opere principali

### Libri
- M. Capovani (a cura di), Matematica Computazionale, I Quaderni de Le Scienze, n. 84, giugno 1995.
- R. Bevilacqua, D. Bini, M. Capovani, O. Menchi, Metodi Numerici, Zanichelli, Bologna, 1992.
- R. Bevilacqua, D. Bini, M. Capovani, G. Capriz, B. Codenotti, M. Leoncini, G. Resta, P. Zellini, Complexity of Structured Computational Problems, CNR, Pisa, 1991.
- D. Bini, M. Capovani, O. Menchi, Metodi Numerici per l'Algebra Lineare, Zanichelli, Bologna, 1988.
- R. Bevilacqua, D. Bini, M. Capovani, O. Menchi, Introduzione alla Matematica Computazionale, Zanichelli, Bologna, 1987.
- D. Bini, M. Capovani, G. Lotti, F. Romani, Complessità Numerica, Boringhieri, Torino, 1981.
- M. Capovani, La Matematica e il Calcolatore - L'avventura Pisana, Edizioni plus-Pisa university Press, Pisa, 2004.

### Articoli
- D. Bini, M. Capovani. Tensor Rank and Border Rank of Band Toeplitz Matrices. SIAM Journal on Computing, 16(2):252-258, 1987.
- D. Bini, M. Capovani. Spectral and computational properties of band symmetric Toeplitz matrices. Linear Algebra and Applications, 52:99-126, 1983.
- D. Bini, M. Capovani, G. Lotti, F. Romani. {\displaystyle O(n^{2.7799})} complexity for {\displaystyle n\times n} approximate matrix multiplication. Information Processing Letters, 8(5):234-235, 1979.
- D. Bini, M. Capovani. Lower Bounds of the Complexity of Linear Algebras. Information Processing Letters, 9(1):46-47, 1979.